# John Young (astronauta)

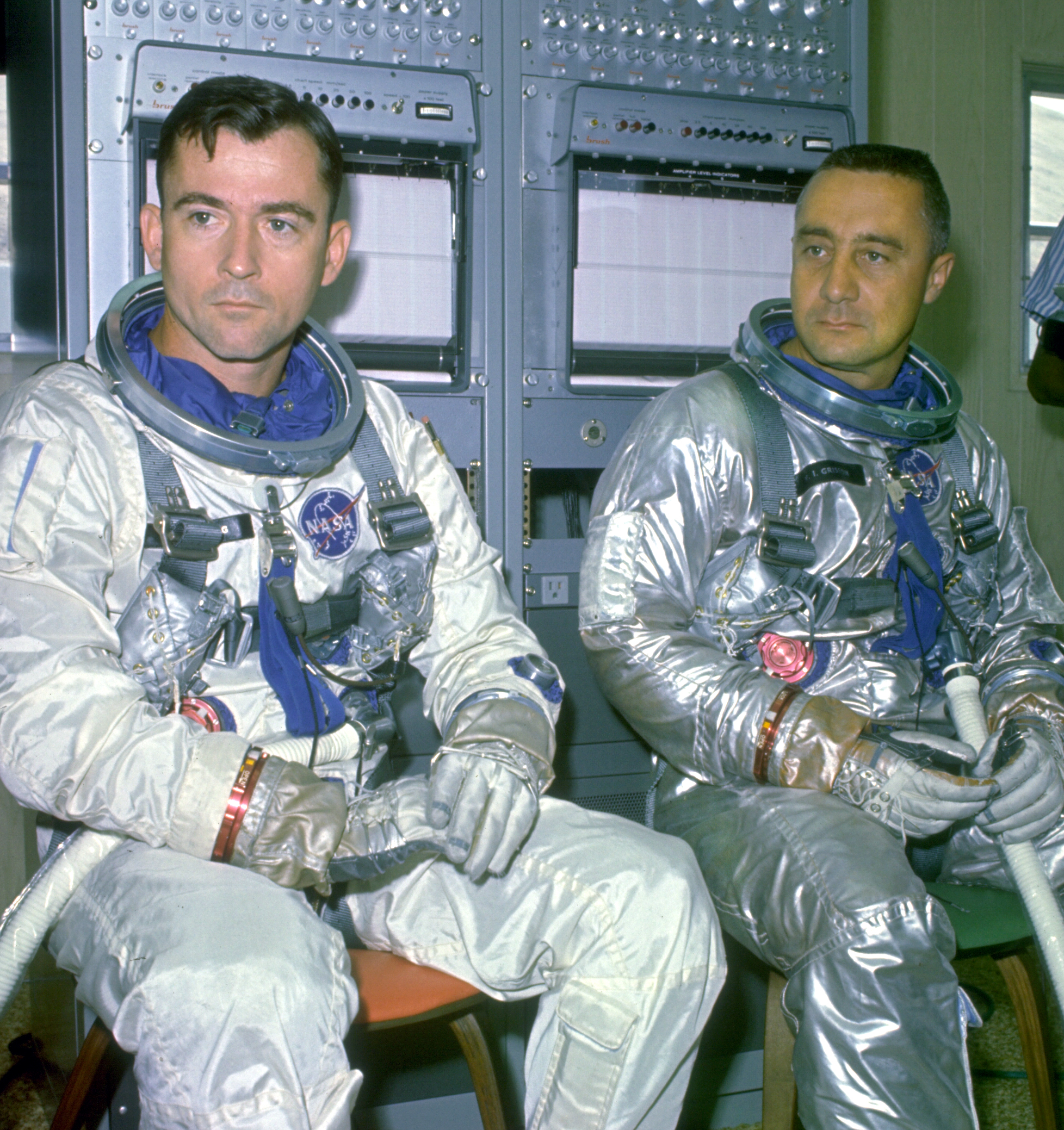
John Young i Virgil Grissom podczas przygotowań do lotu Gemini 3

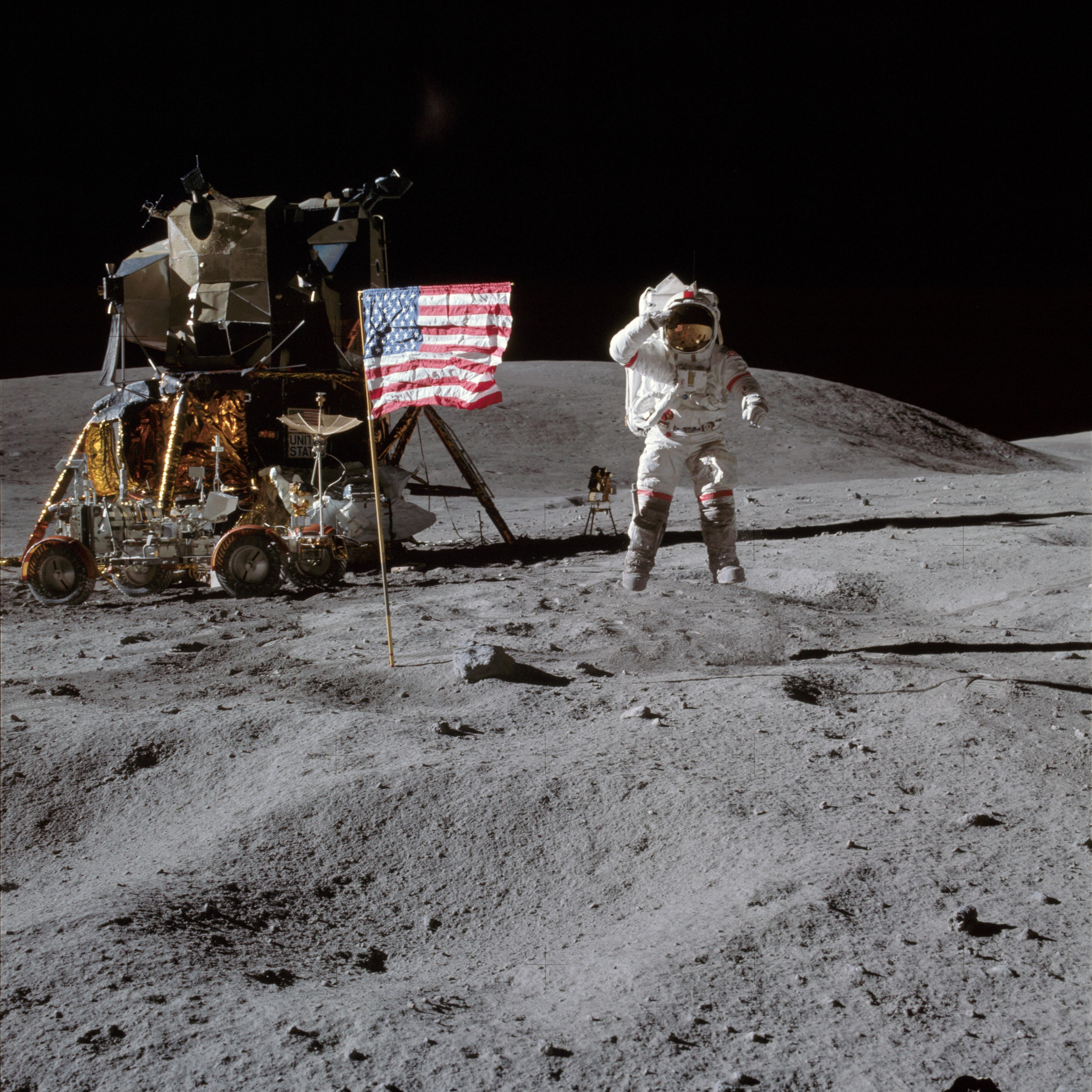
John Young na Księżycu w czasie misji Apollo 16

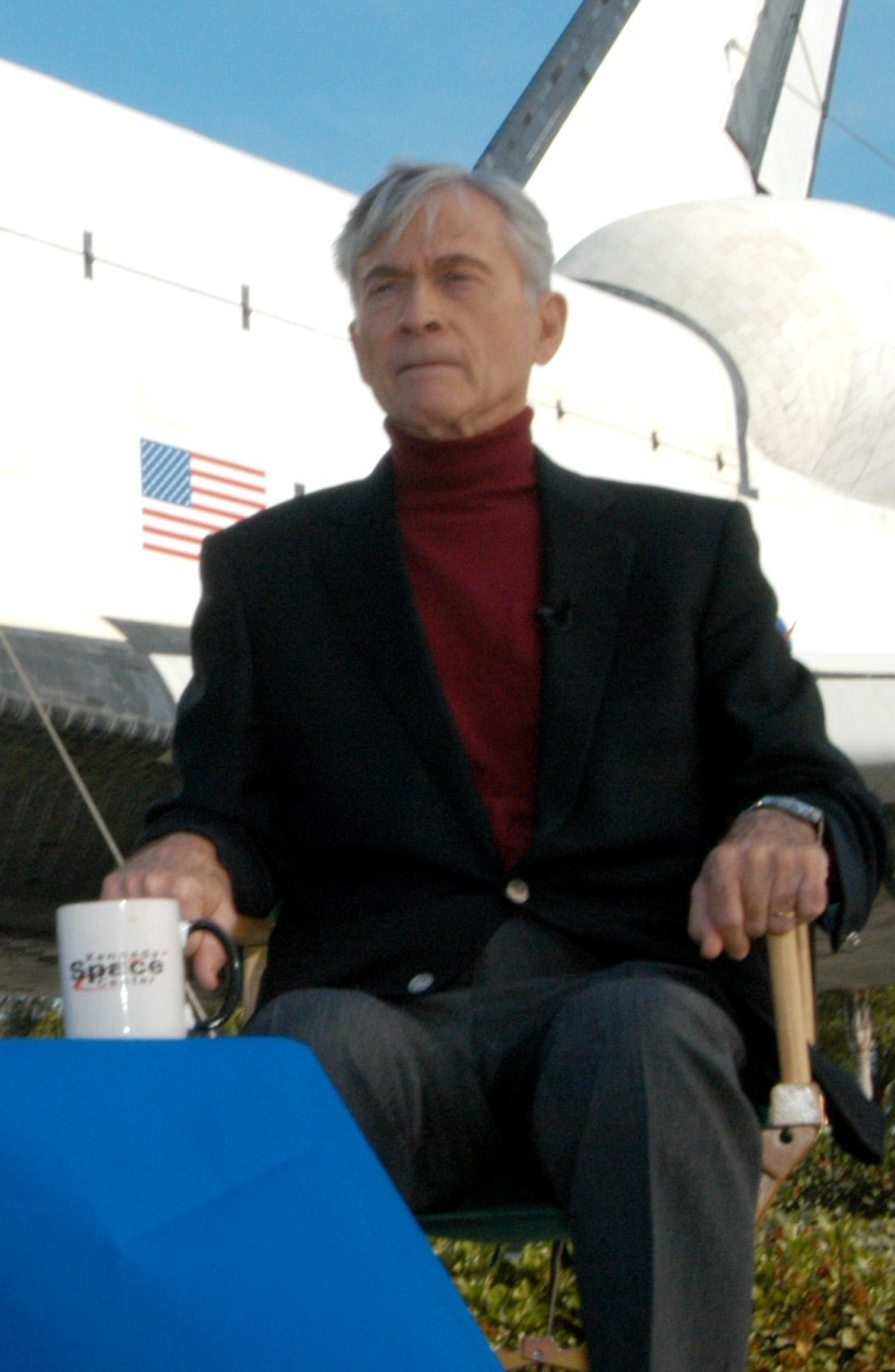
John Young w Centrum Kosmicznym im. Johna F. Kennedy’ego, 2006

John Watts Young (ur. 24 września 1930 w San Francisco zm. 5 stycznia 2018) – amerykański astronauta, komandor United States Navy. Dziewiąty człowiek który stanął na powierzchni Księżyca.

## Wykształcenie i służba wojskowa
Szkołę średnią ukończył w Orlando na Florydzie. W 1952 został absolwentem Georgia Institute of Technology i otrzymał licencjat z inżynierii aeronautycznej (z wyróżnieniem). Następnie przez kilka lat służył jako pilot w Marynarce Wojennej Stanów Zjednoczonych. Później skierowano go szkoły pilotów doświadczalnych, po zakończeniu której od 1959 przez trzy kolejne lata służył w Naval Air Test Center w bazie Patuxent River.
Jako pilot wylatał na najróżniejszych typach samolotów ponad 15 100 godzin.

## Kariera astronauty
We wrześniu 1962 został zakwalifikowany przez NASA do drugiej grupy astronautów amerykańskich (NASA-2). Brał udział w trzech programach kosmicznych: Gemini, Apollo oraz Space Shuttle. Był w drugiej trójce astronautów, która znalazła się na orbicie Księżyca. Gdy skończył 70 lat, wciąż był aktywnym astronautą i nawet rozważano możliwość, żeby wziął udział w jeszcze jednym locie kosmicznym. Odszedł z NASA w grudniu 2004.

### Program Gemini
Swój pierwszy lot kosmiczny odbył 23 marca 1965 razem z Virgilem Grissomem na statku kosmicznym Gemini 3. Był to pierwszy załogowy lot, który zrealizowano w ramach tego programu. Podczas misji astronauci ręcznie zmieniali zarówno wysokość, jak i płaszczyznę orbity. Wcześniej podczas lotów załogowych takich manewrów nie wykonywano. Ponadto ręcznie wykonano także manewr zejścia z orbity.
W grudniu 1965 wchodził w skład załogi rezerwowej misji Gemini 6A. Był dublerem Thomasa Stafforda.
Drugi lot w kosmos, trwający od 18 do 21 lipca 1966, odbył jako dowódca statku Gemini 10. Drugim członkiem załogi był Michael Collins. Podczas lotu statek Gemini dwukrotnie cumował do dwóch różnych stopni rakiety Agena. Przy ich pomocy astronauci zmieniali wysokość orbity. Podczas jednego z dwóch wyjść w otwartą przestrzeń kosmiczną Collins zdemontował z jednego ze stopni rakiety pułapkę mikrometeorytową.

### Program Apollo
W czasie trzeciego lotu, trwającego od 18 do 26 maja 1969, był pilotem modułu dowodzenia statku Apollo 10. Dowódcą misji był Thomas Stafford, a w skład załogi wchodził jeszcze pilot modułu księżycowego – Eugene Cernan. Lot był drugim w ramach programu Apollo, podczas którego pojazd załogowy wszedł na orbitę Księżyca. Stanowił on próbę generalną przed lądowaniem człowieka na Srebrnym Globie. Po wejściu na orbitę Księżyca Young pozostał w module dowodzenia, natomiast Stafford i Cernan w module księżycowym zbliżyli się do jego powierzchni na odległość 15 km. Pomyślna realizacja zadań, które zostały postawione przed tą misją pozwoliła na podjęcie przez NASA decyzji o lądowaniu ludzi na Księżycu podczas następnego lotu.
Czwarty lot, trwający od 16 do 27 kwietnia 1972, odbył w charakterze dowódcy statku kosmicznego Apollo 16. Pilotem modułu dowodzenia był Thomas Mattingly (ten sam, którego tuż przed startem wycofano ze składu załogi Apollo 13), zaś pilotem modułu księżycowego – Charles Duke. Był to piąty lot człowieka na Księżyc. Lądownik księżycowy „Orion” osiadł w pobliżu krateru Descartesa. 20 kwietnia Young stanął na powierzchni Srebrnego Globu. Podczas trzech wyjść Young i Duke poruszali się na powierzchni Księżyca korzystając z pojazdu LRV.
Ponadto Young był wyznaczany do załóg rezerwowych misji Apollo 7, Apollo 13 i Apollo 17. Przed pożarem i tragiczną śmiercią załogi Apollo 1 wchodził także w skład załogi rezerwowej drugiego, planowego lotu statku programu Apollo.

### Program promów kosmicznych
W dniach 12 – 14 kwietnia 1981 uczestniczył w pierwszym załogowym locie programu wahadłowców kosmicznych (Space Shuttle). Podczas misji oznaczonej jako STS-1 był dowódcą promu Columbia, który pilotował Robert Crippen. Był to piąty lot Younga w kosmos. Stał się wówczas pierwszym astronautą, który brał udział w piątej misji załogowej. Start Columbii odbył się dokładnie w 20. rocznicę lotu Jurija Gagarina. Głównym celem wyprawy było kompleksowe przetestowanie wszystkich systemów wahadłowca w warunkach realnego lotu kosmicznego. Dwudniowa wyprawa zakończyła się lądowaniem astronautów w bazie lotniczej Edwards w Kalifornii.
Swój szósty i ostatni lot odbył w okresie od 28 listopada do 8 grudnia 1983. Ponownie dowodził promem Columbia. Misja nosiła oznaczenie STS-9. W skład załogi wchodził pierwszy astronauta z RFN – Ulf Merbold, który był zarazem pierwszym cudzoziemcem na amerykańskim wahadłowcu. Pilotem misji był Brewster Shaw, specjalistami misji i ładunku – Owen Garriott, Robert A. Parker i Byron Lichtenberg. Young pobił swój rekord uczestnictwa w lotach załogowych, zostając pierwszym astronautą, który sześć razy był kosmosie. Lot STS-9 miał charakter naukowy. W laboratorium Spacelab, które znajdowało się w ładowni Columbii, astronauci na dwie zmiany prowadzili eksperymenty naukowe przez 24 godziny na dobę.
W czasie swoich 6 lotów przebywał poza Ziemią łącznie przez ponad 34 dni.
W sierpniu 1986 Young miał szansę na swój siódmy lot w kosmos, ponieważ miał dowodzić wyprawą STS-61-J, której zadaniem było wyniesienie na orbitę teleskopu Hubble’a. Katastrofa promu Challenger jednak wstrzymała realizację planów i lot został anulowany.
Od stycznia 1974 do maja 1987 Young był szefem Biura Astronautów NASA. Od maja 1987 do lutego 1996 pełnił funkcję asystenta dyrektora Centrum Kosmicznego im. Johnsona (Lyndon B. Johnson Space Center – JSC). Od lutego 1996 był dyrektorem technicznym JSC.
W grudniu 2004 po 42-letniej pracy w NASA przeszedł na emeryturę.
Stowarzyszenie Uczestników Lotów Kosmicznych (Association of Space Explorers) przyznało mu pośmiertnie Universal Astronaut Insignia za lot orbitalny (nr 17).

### Najważniejsze osiągnięcia
- Pierwszy załogowy lot statku kosmicznego Gemini
- Pierwszy załogowy lot programu Space Shuttle – wahadłowiec Columbia
- Pierwszy astronauta, który odbył pięć lotów w kosmos
- Pierwszy astronauta, który odbył sześć lotów w kosmos
- Dziewiąty astronauta, który stanął na Księżycu
- Czas pobytu na Księżycu – 71 godzin 2 minuty
- Trzy „spacery” po powierzchni Księżyca – 20 godzin i 14 minut

## Wykaz lotów
| Loty kosmiczne, w których uczestniczył John Young                       | Loty kosmiczne, w których uczestniczył John Young | Loty kosmiczne, w których uczestniczył John Young | Loty kosmiczne, w których uczestniczył John Young | Loty kosmiczne, w których uczestniczył John Young | Loty kosmiczne, w których uczestniczył John Young |
| Nr                                                                      | Data startu                                       | Data lądowania                                    | Statek kosmiczny                                  | Funkcja                                           | Czas trwania                                      |
| ----------------------------------------------------------------------- | ------------------------------------------------- | ------------------------------------------------- | ------------------------------------------------- | ------------------------------------------------- | ------------------------------------------------- |
| 1                                                                       | 23 marca 1965                                     | 23 marca 1965                                     | Gemini 3                                          | Drugi pilot                                       | 4 godziny 52 minuty i 31 sekund.                  |
| 2                                                                       | 18 lipca 1966                                     | 21 lipca 1966                                     | Gemini 10                                         | Dowódca misji                                     | 2 dni 22 godziny 46 minut i 39 sekund             |
| 3                                                                       | 18 maja 1969                                      | 26 maja 1969                                      | Apollo 10                                         | Pilot modułu dowodzenia                           | 8 dni 3 minuty i 23 sekundy                       |
| 4                                                                       | 16 kwietnia 1972                                  | 27 kwietnia 1972                                  | Apollo 16                                         | Dowódca misji                                     | 11 dni 1 godzina 51 minut i 5 sekund              |
| 5                                                                       | 12 kwietnia 1981                                  | 14 kwietnia 1981                                  | STS-1 Columbia                                    | Dowódca misji                                     | 2 dni 6 godzin 20 minut i 53 sekundy              |
| 6                                                                       | 28 listopada 1983                                 | 8 grudnia 1983                                    | STS-9 Columbia                                    | Dowódca misji                                     | 10 dni 7 godzin 47 minut i 24 sekund              |
| Łączny czas spędzony w kosmosie – 34 dni 19 godzin 41 minut i 55 sekund |                                                   |                                                   |                                                   |                                                   |                                                   |